# Iwancza (obwód Tyrgowiszte)
Iwancza (bułg. Иванча) – wieś w Bułgarii, w obwodzie Tyrgowiszte, w gminie Popowo. W 2024 roku liczyła 20 mieszkańców.